# Lasioglossum mitchelli
Lasioglossum mitchelli är en biart som först beskrevs av Jason Gibbs 2010. Den ingår i släktet smalbin och familjen vägbin. Arten förekommer i östra Nordamerika.

## Beskrivning
Huvudet och mellankroppen varierar från grönt med svaga, blåaktiga skiftningar till nästan helt blått. Munskölden är svartbrun på den övre halvan. Överläppen (labrum) och käkarna är gula till brungula hos hanen. Antennerna är mörkbruna, undersidan på de yttre delarna rödaktiga hos honan, gulaktiga till brungula hos hanen. Benen är bruna, med rödbruna fötter hos honan, gulaktiga till gulbrunaktiga hos hanen. Vingarna är halvgenomskinliga med brungula ribbor och vingfästen (hos honan är de senare dock rödbruna). Bakkroppssegmenten är mörkbruna med genomskinligt brungula bakkanter. Behåringen är vitaktig och tämligen gles; behåringen i ansiktet under ögonen är dock något kraftigare. Som de flesta smalbin är arten liten; honan har en kroppslängd på 4,7 till 5,7 mm och en framvingelängd på 3,4 till 4 mm; motsvarande mått hos hanen är 4 till 4,7 mm för kroppslängden och 3,4 till 3,5 mm för framvingelängden.

## Utbredning
Utbredningsområdet omfattar Ontario i Kanada och östra USA från östra Kansas i väster och i öster från Vermont, sydvästra New Hampshire och Massachusetts i norr till Mississippi, Alabama och Georgia i söder. Arten är sällsynt i Kanada, vanligare i USA.

## Ekologi
Lasioglossum mitchelli är polylektisk, den flyger till blommande växter från många olika familjer: Rosväxter (äpple och hallonsläktet, särskilt odlade bär), ljungväxter (blåbär), gurkväxter, flockblommiga växter (martornen Eryngium yuccifolium), oleanderväxter (Apocynum cannabinum], korgblommiga växter (cikorior, gullrissläktet, maskrosor och veronior), korsblommiga växter (sommargyllen), ärtväxter (segelbuskar, Dalea purpurea, sojaböna och gul sötväppling) samt ranunkelväxter (Ranunculus abortivus).

### Fortplantning
Litet är känt om artens socialitet, men på grundval av observerade fakta som att honorna är aktiva från april till oktober, medan hanarna först börjar synas i juli, antar man att arten är eusocial, det vill säga den bildar samhällen med tre kaster, drottningar, hanar (drönare) och arbetare. (I ett sådant samhälle produceras de nya könsdjuren, drottningar och hanar, först mot slutet av säsongen; därav skillnaden mellan honors och hanars aktivitetsperioder.)

## Etymologi
Artepitetet mitchelli är valt för att minnas Theodore B. Mitchell, den amerikanska entomolog som först (1960) beskrev djuret (som Dialictus atlanticus, se nedan under Taxonomi).

## Taxonomi
Arten beskrevs ursprungligen av Theodore B. Mitchell som Dialictus atlanticus. När detta släkte överfördes som ett undersläkte under Lasioglossum blev namnet Lasioglossum atlanticus en sekundär homonym, även om det har använts efter nämnda överförande.